# Даниловск
Даниловск (бел. Данілаўск) — деревня в Мстиславском районе Могилёвской области Белоруссии. Входит в состав Подсолтовского сельсовета.

## География
Деревня находится в северо-восточной части Могилёвской области, в пределах Оршанско-Могилёвской равнины, на правом берегу реки Белая Натопа, на расстоянии примерно 15 километров (по прямой) к западу-северо-западу (WNW) от Мстиславля, административного центра района. Абсолютная высота — 195 метров над уровнем моря.

## История
В конце XVIII века деревня входила в состав Мстиславского воеводства Великого княжества Литовского.
Согласно «Списку населенных мест Могилёвской губернии» 1910 года издания населённый пункт являлся центром Даниловского сельского общества Старосельской волости Мстиславского уезда Могилёвской губернии. Имелось 38 дворов и проживало 249 человек (127 мужчин и 122 женщины).

## Население
По данным переписи 2009 года, в деревне проживало 6 человек.